# Елышево (Башкортостан)
Елышево (баш. Йылыш) — деревня в Мишкинском районе Республики Башкортостан Российской Федерации. Входит в состав Ирсаевского сельсовета.

## География

### Географическое положение
Расстояние до:
- районного центра (Мишкино): 8 км,
- центра сельсовета (Ирсаево): 6 км,
- ближайшей ж/д станции (Загородная): 121 км.

## Население
| 2002 | 2009 | 2010 |
| ---- | ---- | ---- |
| 445  | ↘417 | ↗433 |

Национальный состав
Согласно переписи 2002 года, преобладающая национальность — марийцы (99 %).